# سنگ‌نگاره نگهبان هخامنشی
سنگ‌نگاره نگهبان هخامنشی نقش برجسته از سر یک کماندار هخامنشی را به تصویر می‌کشد که تیر و کمان او بر روی شانه‌اش قرار گرفته‌است. کمان نگهبان به سر اردک منتهی می‌شود. در پشت مرد هخامنشی تیردان قرار دارد. این قطعه باستانی در موزه متروپولیتن هنر نگهداری می‌شود.